# Стемпковский, Александр Леонидович
Алекса́ндр Леони́дович Стемпко́вский (род. 3 февраля 1950 года, Серпухов) — российский учёный, академик РАН (2006), доктор технических наук, профессор; директор (1992—2017), научный руководитель (с 2018-2024) института проблем проектирования в микроэлектронике РАН; академик-секретарь отделения нанотехнологий и информационных технологий РАН (2017 — 2019), член Президиума РАН с 2017 по 2022.

## Биография
А. Л. Стемпковский окончил среднюю школу с углубленным изучением математики и физики в 1967 году. В этом же году поступил в Московский институт электронной техники (МИЭТ) (факультет микроприборов и технической кибернетики). По окончании  МИЭТ был приглашен на работу в НИИ молекулярной электроники (НИИМЭ), который, в то время, возглавлял член-корреспондент Академии наук СССР К. А. Валиев. В НИИМЭ А. Л. Стемпковский продолжил начатые в своей дипломной работе исследования по автоматизации проектирования фотошаблонов, изготавливаемых с помощью микрофотонаборных установок. Эти результаты легли в основу первой в стране системы проектирования прецизионных фотошаблонов, внедренной в НИИМЭ и на ряде предприятий  Министерства промышленности средств связи СССР (МПСС). Ещё будучи молодым специалистом, А. Л. Стемпковский возглавил научно-исследовательскую лабораторию в отделе доктора физ.-мат. наук Б. В. Баталова.
В 1980 году А. Л. Стемпковский вместе с группой зеленоградских специалистов во главе с Б. В. Баталовым был приглашен на работу в НИИ Автоматики МПСС с целью масштабной переориентации отрасли на разработку аппаратуры в микроэлектронном исполнении. В НИИ Автоматики он возглавил большой отдел и в 1981 году защитил кандидатскую диссертацию. Через некоторое время был назначен заместителем главного конструктора отрасли по системам автоматизированного проектирования (САПР) микроэлектронной аппаратуры.
В 1986 году по Постановлению ЦК КПСС и Совета Министров СССР  было начато строительство крупного межведомственного Центра информатики и электроники (ЦИЭ). В состав ЦИЭ должны были войти 12 крупных НИИ и заводов пяти министерств и ведомств и, в том числе, два института Академии наук СССР, один из которых — Научно-исследовательский институт систем автоматизированного проектирования радиоэлектронной аппаратуры и сверхбольших интегральных схем Академии наук СССР (НИИСАПРАН) было предложено возглавить Б. В. Баталову. На должность заместителя директора НИИСАПРАН по научной работе был назначен А. Л. Стемпковский. Основной задачей ЦИЭ было обеспечение превосходства СССР в области компьютерных систем путем организации разработок и производства перспективной компьютерной техники на базе новейших микроэлектронных технологий. При этом перед НИИСАПРАН ставилась задача разработки перспективных САПР микроэлектронной аппаратуры. Не дожидаясь завершения строительства ЦИЭ, новый институт был создан на временных площадях в здании старой школы. Были приглашены на работу ведущие специалисты, подготовлена программа развития Института. В 1989 году скоропостижно ушел из жизни в то время уже член-корреспондент АН СССР Б. В. Баталов. Исполняющим обязанности директора Института был назначен А. Л. Стемпковский, которому в 1991 году была присуждена ученая степень доктора технических наук, а в 1992 году он был назначен директором Института.
В это время Институт уже имел ряд научных результатов, которые не только внедрялись в нашей стране, но и были представлены за рубежом. В 1990 году избран в состав рабочей группы WG10.5 Международной федераций по обработке информации (International Federation for Information Processing, IFIP), были установлены научные связи с крупными высокотехнологичными компаниями Siemens (Германия) и Mentor Graphics (США), ведущими университетами: Калифорнийский университет, Калифорнийский университет в Беркли, Университет Карнеги — Меллона, Лувенский католический университет (Бельгия) и др. В 1991 году по инициативе А. Л. Стемпковского НИИСАПРАН совместно с МИЭТ и компанией Siemens в рамках Российского Отделения «Всемирной лаборатории» учредил научно-исследовательский центр «Международная компьютерная инициатива» (НИЦ МКИ).  
По инициативе А. Л. Стемпковского в 1991—1994 годах была проведена серия международных семинаров «Russian Workshop», из которых особо отмечен семинар в Ленинграде, где присутствовал «цвет мировой науки в области микроэлектронных САПР», в том числе известные ученые из США — разработчики первого коммерческого пакета схемотехнического моделирования SPICE (Simulation Program with Integrated Circuit Emphasis) профессор Donald Pederson, профессор Richard Newton, профессор Alberto Sangiovanni-Vincentelli, а также ряд руководителей ведущих зарубежных компаний. Организатором семинаров выступил НИИСАПРАН, а соорганизаторами и спонсорами — Российская академия наук (РАН), Commission of the European Communities, International Federation for Information Processing, Association for Computing Machinery. В рамках семинара «Russian Workshop’94» был проведен «Общеевропейский форум по проблемам сотрудничества европейских ученых в областях науки, техники и образовании». Этот форум полностью финансировался Commission of the European Communities.
Семинары серии «Russian Workshop» вызвали большой интерес у ведущих зарубежных ученых. Они подтвердили возможность и необходимость проведения более крупных европейских международных форумов по комплексным проблемам разработки микроэлектронной аппаратуры в ранге международных конференций (до тех пор в мире был только один такой форум — конференция Design Automation Conference (DAC), проводимая в США). Европейская ассоциация по проектированию и автоматизации (EDAA) совместно с международными ассоциациями (IEEE, CEPIS, IFIP, ECSI) приняла решение проводить подобную ежегодную конференцию в Европе, получившую название Euro-DAC. Благодаря успеху семинаров «Russian Workshop» НИИСАПРАН был приглашен в состав учредителей Euro-DAC от Российской академии наук, а директор НИИСАПРАН А. Л. Стемпковский — в состав Правления новой конференции. Дальнейшая интеграция европейских конференций привела к слиянию в 1998 году конференций Euro-DAC, Euro-VHDL, EDAC, ETC и EuroASIC в единый общеевропейский форум, включающий в себя конференцию, выставку, презентации фирм-разработчиков САПР и микроэлектронных систем, лекции ведущих профессоров, заседания международных организаций и т. п. Этот форум получил название «Design, Automation and Test in Europe (DATE)», в котором НИИСАПРАН, переименованный в Институт проблем проектирования в микроэлектронике Российской академии наук (ИППМ РАН), подтвердил свое высокое положение.
По приглашению ведущей в то время микроэлектронной компании Motorola Inc., США А. Л. Стемпковский в 1993 году посетил штаб-квартиру полупроводникового сектора компании в городе Финикс (шт. Аризона), где выступил с циклом презентаций новых идей в области разработки микроэлектронных систем. Презентации вызвали большой интерес, и компания Моторола выразила желание заключить долгосрочный договор на выполнение научных разработок в России. Эти работы были начаты в том же году в рамках НИЦ МКИ и продолжались до 2017 года.  Помимо многолетнего плодотворного научно-технического сотрудничества с компанией Моторола и ее правопреемниками, научная деятельность А. Л. Стемпковского была отмечена персональными грантами на выполнение научных исследований от компании Intel Corp., США.
Много лет А. Л. Стемпковский входил в состав Экспертного совета Высшей аттестационной комиссии (ВАК). В 1995 году он совместно с профессором И. П. Норенковым учредил научный журнал «Информационные технологии», войдя в состав его редакционной коллегии, а после смерти И. П. Норенкова в 2013 году, стал Главным редактором журнала. В 2005 году по инициативе А. Л. Стемпковского была учреждена Всероссийская конференция с международным участием «Проблемы разработки перспективных микро- и наноэлектронных систем» (МЭС), которая за короткий срок стала одной из ведущих в стране, а сборник её докладов был включен в Перечень ВАК.
На данный момент Стемпковский Александр Леонидович — один из ведущих российских ученых в области автоматизации проектирования микроэлектронных схем и новых вычислительных технологий, доктор технических наук, профессор, академик РАН, Генеральный директор Инновационного центра "Альфачип" (правоприемник НИЦ МКИ), председатель совета Центрального дома ученых РАН, член Общественного Совета города Зеленоград. 
Основные направления научной деятельности — оптимальное проектирование цифровых интегральных схем, методы проектирования помехоустойчивых и отказоустойчивых интегральных схем, исследование отказоустойчивости массивно-параллельных вычислительных структур, создание компьютерных систем на базе потоковой модели вычислений и использование модулярной арифметики для быстрых и надежных вычислений.

## Награды, премии, почётные звания
- орден «За заслуги перед Отечеством» IV степени (5 февраля 2024) — за большой вклад в развитие отечественной науки, многолетнюю плодотворную деятельность и в связи с 300-летием со дня основания Российской академии наук»[2]
- орден Александра Невского (2017)[3]
- орден Почёта (2008)[4]
- орден Дружбы (1999)[5]
- лауреат Государственной премии Российской Федерации в области науки и техники (2003)[6]
- лауреат премии Правительства Российской Федерации в области науки и техники (2015)[7]
- Почётная грамота Российской академии наук (1 марта 2023) — за многолетний плодотворный труд на благо российской науки, высокий профессионализм, большой вклад в проведение фундаментальных и прикладных научных исследований в области микро- и наноэлектроники, успешную научно-организационную деятельность и подготовку научных кадров высшей квалификации